# تاسار
تاسار (به مجاری:  Taszár) یک منطقهٔ مسکونی در مجارستان است که در ناحیه کاپوشوار واقع شده‌است. تاسار ۱۷٫۲۹ کیلومتر مربع مساحت و ۱٬۹۰۳ نفر جمعیت دارد.